# Wolfshagen (Uckerland)
Wolfshagen è una frazione del comune tedesco di Uckerland, nel Brandeburgo.

## Storia
Il 31 dicembre 2001 il comune di Wolfshagen venne fuso con i comuni di Fahrenholz, Güterberg, Jagow, Lemmersdorf, Lübbenow, Milow, Nechlin, Trebenow, Wilsickow e Wismar, formando il nuovo comune di Uckerland.

## Geografia antropica
La frazione di Wolfshagen comprende le località di Amalienhof e Ottenhagen.

## Amministrazione
La frazione di Wolfshagen è governata da un consiglio locale (Ortsbeirat) composto di 3 membri.